# 739
سنة 739 م كانت سنة بسيطة تبدأ يوم الخميس (الرابط يظهر نموذج التقويم الكامل للسنة) من التقويم اليولياني. بدأت تسمية السنة ب739 منذ العصور الوسطى المبكرة، عندما أصبح تقويم أنو دوميني هو الأسلوب السائد في أوروبا لتسمية السنوات.

## أحداث
- بداية ثورة الأمازيغ في 739 والتي انتهت في 743.

## مواليد
- حماد بن أسامة

## وفيات
- فليبرورد